# Northborough (Cambridgeshire)
Pour les articles homonymes, voir Northborough.
Northborough est une paroisse civile et un village du Cambridgeshire, en Angleterre.